# Directrice (mathématiques)
Pour les articles homonymes, voir Directrice.

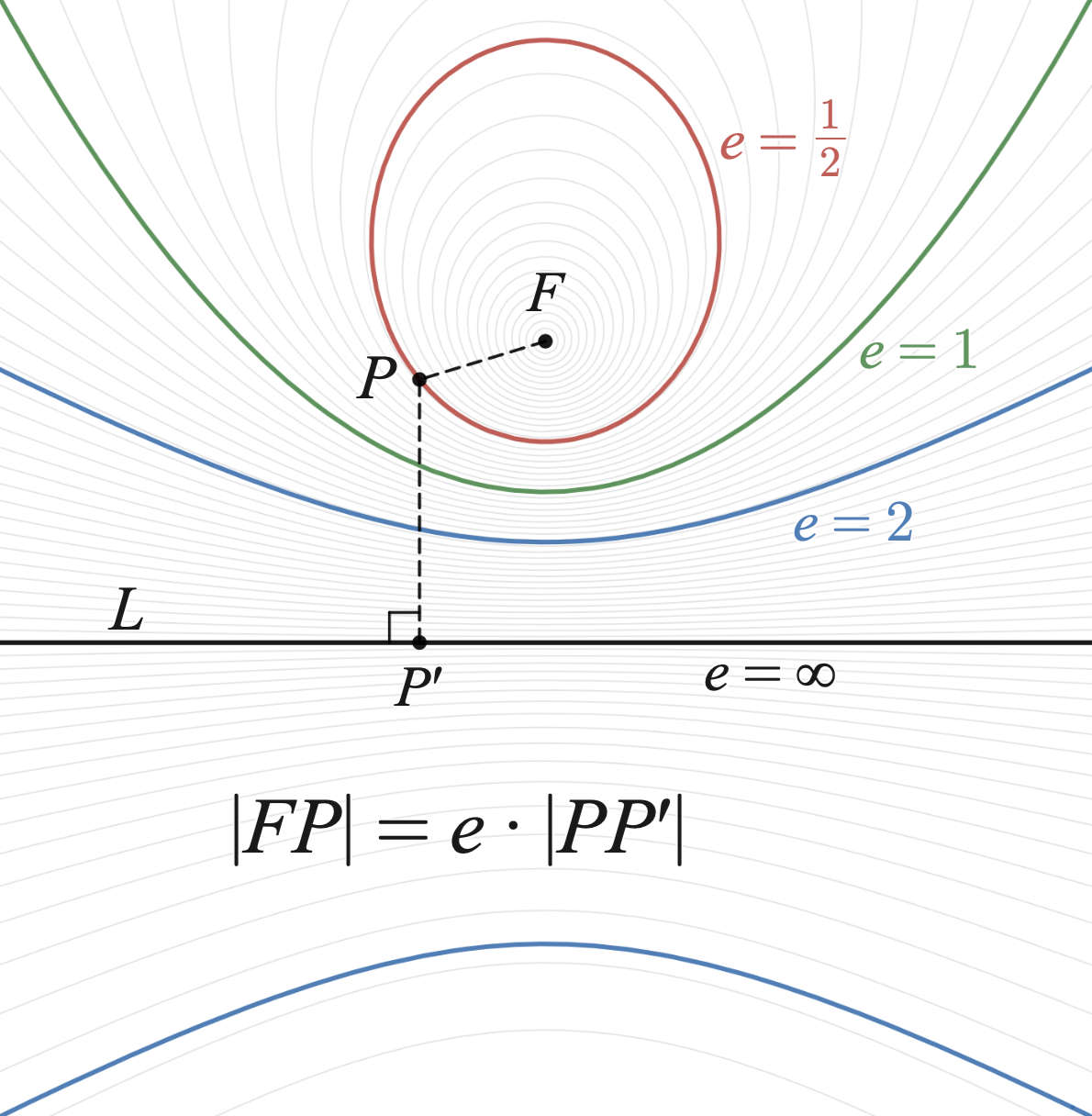
Les trois formes de coniques non dégénérées : la courbe fermée d’une ellipse (rouge), la courbe infinie d’une parabole (verte) et les deux composantes infinies d’une hyperbole (bleue), de même foyer F et de même droite directrice (noire).

En mathématiques, une directrice est une ligne courbe, droite ou brisée, ouverte ou fermée, utilisée pour définir des courbes telles que les courbes coniques (ellipse, parabole ou hyperbole) et les courbes cycloïdales ou des surfaces telles que les surfaces coniques, cylindriques, pyramidales et prismatiques.

## Cas des courbes coniques
Dans ce cas, une directrice est une droite dont la donnée « associée à la donnée d’un foyer d’une courbe conique, permet d’en définir la construction géométrique ». Le rapport des distances de tout point d’une conique au foyer et à la directrice est une constante nommée excentricité.

## Cas des surfaces
Dans ce cas, une directrice est une « ligne simple fermée sur laquelle s’appuie une droite mobile, appelée génératrice, en engendrant une surface ».
La directrice peut être une courbe fermée dans le cas des surfaces coniques et cylindriques. Cette courbe fermée est un cercle dans le cas des surfaces de révolution tels que les cônes de révolution et les cylindres de révolution.
La directrice peut aussi être une ligne brisée fermée dans le cas des surfaces pyramidales et prismatiques.